# ريتشارد إل. شتاينبرغ
ريتشارد إل. شتاينبرغ (بالإنجليزية: Richard L. Steinberg)‏ هو سياسي أمريكي، ولد في 23 ديسمبر 1972. حزبياً، نشط في الحزب الديمقراطي. وقد انتخب عضو مجلس نواب فلوريدا.